# Roger Åström
Sven Roger Åström, född 18 augusti 1938 i Umeå, död 11 februari 2002 i Umeå landsförsamling, var en svensk teckningslärare och målare.
Han var son till verkmästaren Sven Åström och Tensy Lindström och från 1961 gift med Gerd Hillevi Eriksson. Efter studier vid Konstfackskolan 1957–1958 och vid Teckningslärarinstitutet 1959–1963 utexaminerades han som teckningslärare. Därefter företog han en studieresa till Grekland. Vid sidan av sitt arbete var han verksam som fri konstnär inom målning och teckning. Separat ställde han ut några gånger i Umeå och han medverkade i samlingsutställningar med olika konstföreningar. Åström är representerad vid Västerbottens läns museum. Han är begravd på Norra kyrkogården på Sandbacka i Umeå.